# Хрватска странка права
Хрватска странка права (Hrvatska stranka prava) је политичка странка у Хрватској. Странка се позива на принципе Странке права, утемељене 1861, и идеологију њеног оснивача Анте Старчевића. Та Странка права од 1903. до 1918. назива се такође Хрватска странка права, али савремени ХСП је следбеник Хрватске странке права која је деловала од 1919. до 1929.

## Историја

### Утемељење ХСП-а
У новембру 1989. из ХДС-а иступају неки чланови централног одбора странке, те на челу са Крешимиром Павелићем оснивају Подстицајни одбор за обнављање Хрватске странке права. Дана 25. фебруара 1990. Подстицајни одбор одржао је своју трећу сједницу као обновитељски сабор Хрватске странке права, у стану Горана Анте Блажековића, члана одбора, у Загребу.
Том приликом за потпредсједника странке изабран је Анте Параџик, за политичког секретара Крешимир Павелић и за председника Централног одбора Горан Анте Блажековић. Уједно је донета одлука да ће председник странке бити изабран на првом општем сабору странке који је требало одржати до 25. фебруара 1991. године. Дана 27. фебруара 1990. странка је регистрована као 18. политичка странка у Хрватској. Место вршиоца дужности председника странке понуђено је Доброславу Параги, који је у западном свету био познат као борац за људска права, што је он прихватио. На првом Општем Сабору ХСП-а 25. фебруара 1991. Парага је и званично изабран за председника странке. Убрзо је основан и огранак странке у БиХ.

### Ратне године
При избијању рата у Хрватској ХСП је успела да организује паравојне јединице, Хрватске одбрамбене снаге (ХОС), које су брзо почеле да делују и укључивати се у борбу Хрватске, а потом и хрватске Херцег-Босне. Током 1991, Крешимир Павелић, који се није слагао с оснивањем ХОС-а, напушта странку. Анте Параџик, начелник Ратног штаба ХОС-а, убијен је 21. септембра 1991. приликом повратка са политичког скупа у Крижевцима, под засада још неразјашњеним околностима. Након реорганизације Хрватске војске почетком 1992, ХОС у Хрватској се утапа у ХВ. ХОС у БиХ се осипа након што је крајем 1992. убијен генерал-мајор Блаж Краљевић, командант ХОС-а Херцеговине од стране херцег-босанских лидера ХДЗ-а. ХСП тиме губи на снази и утицају и у Хрватској и у БиХ.
1993. у ХСП-у долази до раскола. Током Парагиног одсуства одржава се Ванредни сабор ХСП-а у Кутини на којем је за предсједника изабран Анто Ђапић, бивши потпредседник странке. Уставни суд Републике Хрватске тада пресуђује да Ђапићева фракција има право на коришћење имена ХСП-а. Парага 1995. оснива ХСП 1861. Исте године на изборима, ХСП под Ђапићев вођством осваја 5,1% гласова, тачно колико је потребно за улазак у Сабор.
Током рата, ХСП се истакла као велики представник хрватског национализма и неофашизма. На политичким скуповима ХСП-а величало се усташе и пјевало усташке пјесме, поздрављало са За дом спремни, борци ХОС-а носили су црне униформе које су асоцирале на црне униформе усташке Црне легије, а Предсједништво ХСП-а објавило је 13. јуна 1991. у Љубушком "Липањске повељу о обнови и успостави Независне Државе Хрватске на цјелокупном повијесном и етничком простору". Огранак ХСП-а у Кутини неко време је носио име Анте Павелића, поглавника НДХ.

### ХСП данас
Хрватска странка права полако губи популарност у Хрватској, а највећи крах у историји странке доживљава на парламентарним изборима 2007., када је само један посланик ХСП-а ушао у Сабор. По многима судећи, бивши предсједник странке, Анто Ђапић, најзаслужнији је за пад популарности ХСП-а. Године 2009. Ђапић даје оставку на место председника ХСП-а, а замењује га Данијел Срб, чији је главни задатак био враћање угледа и популарности странке. ХСП је тренутно једина странка у Сабору која се противи чланству у Европској унији. Такође, странка се залаже и за државнотворну заштиту и за јединствену националну политику Хрвата у Хрватској, Босни и Херцеговини и у исељеништву.
2009. Ружа Томашевић напушта странки због сукоба са Србом и оснива сопствену партију:Хрватска странка права др Анте Старчевић.
Данијел Срб је 13. октобра 2011. позвао све десне странке на уједињење и заједнички наступ на парламентарним изборима 2011.
ХСП по први пута у историји, након лоших резултата на изборима 2011, није добио посланика у Сабору. Овакав резултат довео је странку у кризу која је подсакла вође далматинског ХСП-а да траже оставку почасног председника странке Анте Ђапића. Председник сплитског ХСП-а, Хрвоје Томашевић, тражио је Ђапићев оставку и нове страначке изборе. Подржао га је вођа дубровачког ХСП-а, Денис Шешељ. Тај апел резултовао је Ђапићев оставком.